# 奧爾德特拉普 (北卡羅萊納州)
奧爾德特拉普（英語：Old Trap）是位於美國北卡羅萊納州康登縣的非建制地區。

## 歷史
奧爾德特拉普的郵局於1882年設立，其後於1973年停運。

## 地理
奧爾德特拉普所處的海拔為高於海平面2米（即7英呎），而該地所採用的時區為UTC-5，即北美东部时区（EST）。同時該地設有夏令時間，為UTC-5調快一小時，即UTC-4（EDT）。